# Калинівка (Красноградська міська громада)
Кали́нівка (МФА: [kɐˈɫɪɲiu̯kɐ] ( прослухати)) — село в Україні, у Берестинській міській громаді Берестинського району Харківської області. Населення становить 22 осіб.

## Географія
Село Калинівка знаходиться на правому березі річки Берестова, вище за течією на відстані 2 км розташоване село Дячківка, на протилежному березі розташоване село Соснівка.

## Історія
- 1800 — дата заснування.

Колишній орган місцевого самоврядування — Іванівська сільська рада.

## Населення
Згідно з переписом УРСР 1989 року чисельність наявного населення села становила 37 осіб, з яких 15 чоловіків та 22 жінки.
За переписом населення України 2001 року в селі мешкала 21 особа.

### Мова
Розподіл населення за рідною мовою за даними перепису 2001 року:
| Мова       | Відсоток |
| ---------- | -------- |
| російська  | 68,18 %  |
| українська | 31,82 %  |

## Економіка
- Молочно-товарна ферма.